# Zeugophora scutellaris
Zeugophora scutellaris is een keversoort uit de familie halstandhaantjes (Megalopodidae). De wetenschappelijke naam van de soort werd in 1840 gepubliceerd door Christian Wilhelm Ludwig Eduard Suffrian.